# Société linnéenne de Paris

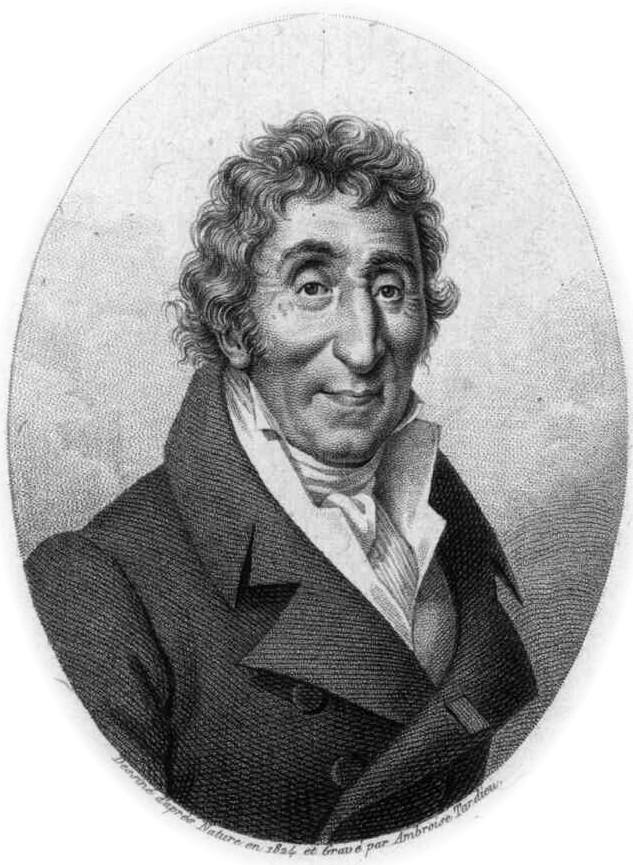
André Thouin: Botánico y naturalista (1746-1824)

El nombre Société linnéenne de Paris lo han llevado no menos de tres sociedades científicas bajo el patrocinio del naturalista sueco Carlos Linneo (1707-1778).

## Historia
La Sociedad Linneana de París fue fundada el 28 de diciembre de 1787, por iniciativa de los botánicos y naturalistas André Thouin (1746-1824), Louis-Augustin Bosc d’Antic (1759-1828), Pierre Marie Auguste Broussonet (1761-1807), Aubin Louis Millin de Grandmaison (1759-1818) y  Pierre Remi Willemet (1762-1824). Se encuentra rápidamente en conflicto con la Academia de Ciencias de Francia (partidaria de la teoría buffoniana), quienes los culpan de dedicarse a la defensa de una teoría y de un autor, Linnaeus. Pronto quedó claro que la pertenencia a la Sociedad Linneana de París se había convertido en un lastre para entrar en la Academia de Ciencias.
La Sociedad Linnean de París aparece de nuevo el 31 de agosto de 1866, suspende sus actividades en 1900 y desaparece oficialmente en 1922. Ella perdió gradualmente su importancia con el Museo Nacional de Historia Natural y los miembros de la Sociedad Linneana se convierten solo en meros colectores para el museo.

## Publicaciones
- Mémoires de la Société Linnéenne de Paris (1822)
- Bulletin Mensuel de la Société Linnéenne de Paris (1874-)